# 538 Friederike
Az 538 Friederike egy a Naprendszer kisbolygói közül, amit Paul Götz fedezett fel 1904. július 18-án.